# Torre Ejecutiva Pemex
La Torre Ejecutiva Pemex es un rascacielos ubicado en la colonia Verónica Anzures de la Ciudad de México, en la Avenida Marina Nacional #329, colonia Petróleos Mexicanos, alcaldía Miguel Hidalgo, al poniente de la ciudad. Es el quinto rascacielos más alto de la Ciudad de México con 211 m de altura. Su construcción estuvo a cargo del Ingeniero Roberto Ramírez Guevara y comenzó en 1979. Se convirtió en el edificio más alto de la república mexicana en 1984, fecha en la cual es terminada y supera a la Torre WTC.
Durante 19 años fue el rascacielos más alto de México, siendo superado en 2003 por la Torre Mayor.
Desde su inauguración este edificio es ocupado por Pemex, una de las empresas más grandes de Latinoamérica.
La Torre Pemex es considerada, junto con la US Bank Tower, Wilshire Grand Center, Salesforce Tower, la Torre Mayor, Gran Torre Santiago, Torre Titanium La Portada, Torre Latinoamericana, Chapultepec Uno, Torre BBVA y la Torre Reforma uno de los rascacielos más resistentes del mundo, y uno de los de más tolerancia sísmica a nivel mundial, teniendo un máximo de tolerancia de 8.5 en la escala de Richter por encontrarse en una zona de alto riesgo sísmico.

## La forma

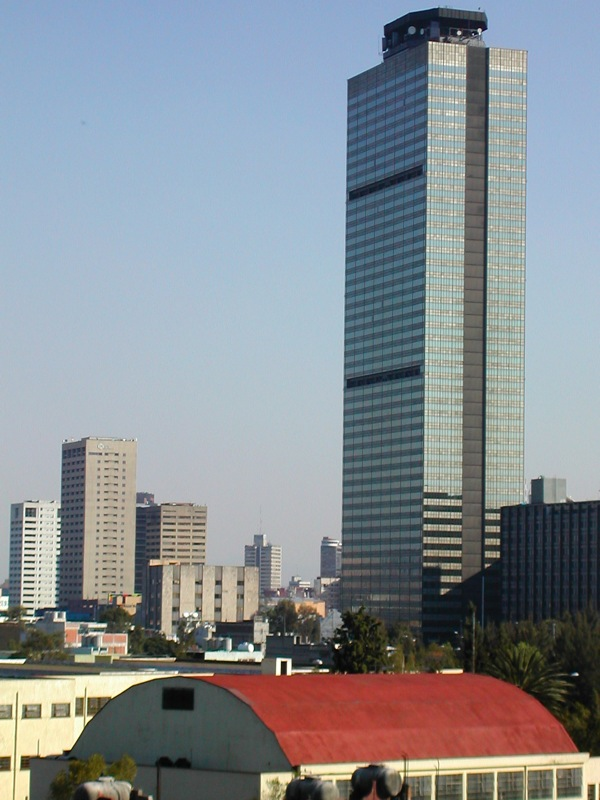
Torre ejecutiva de PEMEX

- Su altura es 211 metros y 51 pisos, además de 1 niveles subterráneos de estacionamiento.
- Cuenta con 27 ascensores, diez de ellos de alta velocidad. Del piso 1 al 18 estos alcanzan una velocidad de 2.5 metros por segundo, del 19 al 34 una velocidad de 4.0 metros por segundo, y finalmente, del piso 35 al 48 una velocidad de 5.0 metros por segundo.
- El área total del rascacielos es de 94,600 metros cuadrados en un espacio utilizado de 15,800 m², cuenta con 4 escaleras de emergencia presurizadas, unidades automáticas manejadoras de aire acondicionado, sistema mecánicos, eléctricos y de telecomunicaciones en cada piso. Cada planta de piso cuenta con una superficie promedio de entre 1,845 y 1,850 m² y una altura libre de 2.77 m.

## Detalles importantes
- Después del sismo del 19 de septiembre de 1985, se le considera como uno de los rascacielos más resistentes y seguros del mundo, junto con la Torre Latinoamericana, World Trade Center Ciudad de México, Torre Mayor y Costanera Center, por ubicarse en una zona de alto riesgo sísmico.
- Torre Pemex está anclada al suelo; se apoya en 164 pilas de concreto y acero que penetran a una profundidad de 32 metros superando el relleno pantanoso del antiguo lago, hasta llegar al subsuelo más firme. En teoría, el edificio puede soportar un sismo de 8.5 en la escala de Richter, una fuerza que podría derrumbar cualquier otro edificio del tamaño de Torre Pemex, además de contar con 90 amortiguadores sísmicos para darle la estabilidad al momento de un terremoto.
- Ha soportado al menos diez terremotos, el del 19 de septiembre de 1985 que midió 8.1 en la escala de Richter, el del 14 de septiembre de 1995 de 7.3 en la escala de Richter, el del 9 de octubre de 1995 que midió 7.6 en la escala de Richter, el del 30 de septiembre de 1999 de 7.3 en la escala de Richter, el del 9 de agosto de 2000 de 7.0 en la escala de Richter, el del 21 de enero de 2003 de 7.6 en la escala de Richter y el del 13 de abril del 2007 de 6.3 en la escala de Richter, así como el del 20 de marzo de 2012 con 7.4 grados de magnitud, el día 7 de septiembre de 2017 fue de 8.4 en la escala de Richter y el del 19 de septiembre de 2017, de 7.1 grados en la escala de Richter, siendo junto con Torre Insignia, Presidente InterContinental Hotel, Torre Mexicana de Aviación, World Trade Center México y Torre de Tlatelolco los únicos en soportar 10 terremotos.
- La torre se alimenta eléctricamente de dos puntos distintos de la ciudad, estas cargas son de 16 mega-voltios, suministradas por tres subestaciones de media tensión de la ciudad que garantizan el abasto permanente.
- Torre Pemex es ocupada por 7,000 personas.
- Su helipuerto rara vez se utiliza, pues las corrientes de viento que se generan en la estructura son muy fuertes.
- Los materiales que se utilizaron en su construcción fueron: cristalería para forrar el armazón del edificio, acero y concreto.
- La torre Pemex se mueve 1.60 metros hacia el norte y 3.2 metros de desplazamiento en la punta.
- El 31 de enero de 2013 la torre B2 del complejo estalló dañando la torre en su sótano y aun así la estructura de la torre resistió

## Edificio inteligente

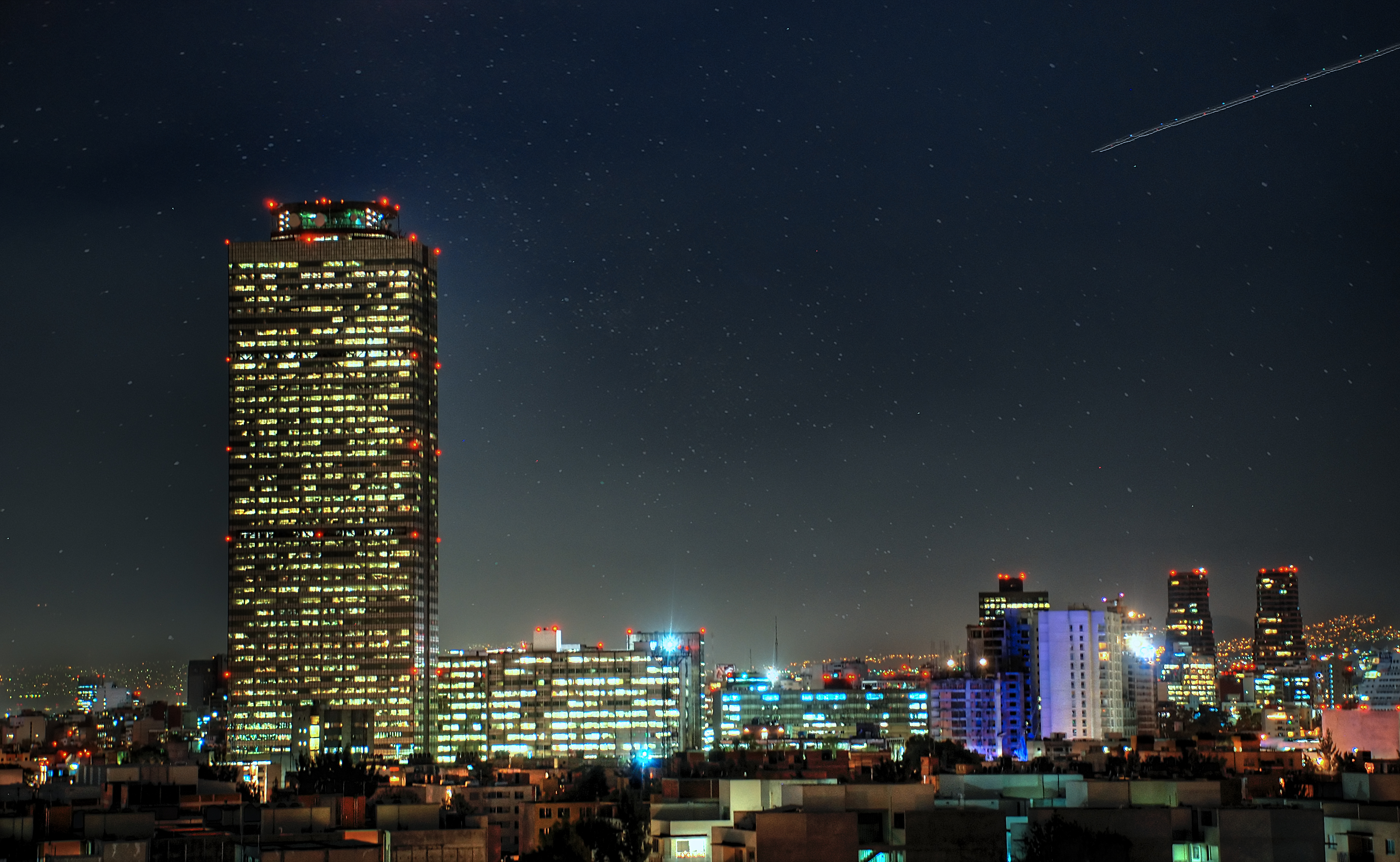
Vista nocturna de la Torre de Pemex.

Los elevadores de Torre Pemex cuentan con un detector sísmico que al detectar cualquier movimiento de tierra, detiene, de manera automática, el elevador en la parada más cercana para que los pasajeros puedan bajar.
La Torre Pemex cuenta con cristales reflejantes "inteligentes"; los cuales matizan la transmisión caloríficas de los Rayos Solares, el vidrio se le llama semitemplado.
Torre Pemex está administrada por el Building Management System (BMS), un sistema inteligente que controla todas las instalaciones y equipos de forma armónica y eficiente para proteger la vida humana de los inquilinos. A este sistema están integrados los sistemas: eléctrico, hidro-sanitario, de elevadores y protección contra incendio y tiene la capacidad de controlar la iluminación del edificio.
Es considerado un edificio inteligente, debido a que el sistema de luz es controlado por un sistema llamado B3, al igual que el de Torre Mayor, Reforma 222 Centro Financiero, World Trade Center México, Torre Altus, Arcos Bosques, Arcos Bosques Corporativo, Torre Latinoamericana, Edificio Reforma 222 Torre 1, Haus Santa Fe, Edificio Reforma Avantel, Residencial del Bosque 1, Residencial del Bosque 2, Torre del Caballito, Torre HSBC, Panorama Santa fe, City Santa Fe Torre Ámsterdam, Santa Fe Pads, St. Regis Hotel & Residences y Torre Lomas.
También cuenta con elevadores automáticos, lo cual significa que son inteligentes y se encuentran siempre en los pisos de más afluencia de personas.
El edificio cuenta con una manejadora de aire automática en cada nivel para surtir.
El edificio cuenta con los siguientes sistemas:
- Sistema de Generación y distribución de agua helada ahorrador de energía.
- Sistema de Volumen Variable de Aire (Unidades manejadoras de aire y preparaciones de ductos de alta velocidad en cada nivel de oficinas).
- Sistema de Extracción Sanitarios Generales en cada nivel de oficinas.
- Sistema de ventilación Mecánica de aire automático en estacionamientos.
- Sistema de Extracción Mecánica Cuarto de basura.
- Sistema de Acondicionamiento de Aire automático tipo Mini-Split para cuarto de control, administración, venta y sala de juntas.

## Explosión de 2013
El 31 de enero de 2013 a las 15:45 (hora local), ocurrió una explosión provocada por una falla en el suministro de energía eléctrica (otros afirman que fue por acumulación de gas) que dejó un saldo de 36 muertos (21 mujeres y 12 hombres), 121 heridos, 30 personas atrapadas e importantes daños materiales en el edificio. La explosión ocurrió entre el sótano y primer piso del edificio alterno de la Torre, el B2, en el centro administrativo de Pemex. Los heridos fueron trasladados al Hospital Central Norte de Pemex en Azcapotzalco en helicópteros de la Secretaría de Seguridad Pública del Distrito Federal.